# Джоанна (Південна Кароліна)
Джоанна (англ. Joanna) — переписна місцевість (CDP) в США, в окрузі Лоренс штату Південна Кароліна. Населення — 1517 осіб (2020).

## Географія
Джоанна розташована за координатами 34°24′57″ пн. ш. 81°48′1″ зх. д. / 34.41583° пн. ш. 81.80028° зх. д. (34.415928, -81.800215).  За даними Бюро перепису населення США в 2010 році переписна місцевість мала площу 8,14 км², з яких 8,13 км² — суходіл та 0,01 км² — водойми.

## Демографія
Згідно з переписом 2010 року, у переписній місцевості мешкало 1539 осіб у 629 домогосподарствах у складі 413 родин. Густота населення становила 189 осіб/км².  Було 752 помешкання (92/км²).
Расовий склад населення:
| - 79,3 % — білих - 16,4 % — чорних або афроамериканців - 0,6 % — корінних американців - 0,3 % — азіатів - 2,8 % — осіб інших рас |

До двох чи більше рас належало 0,7 %. Частка іспаномовних становила 4,7 % від усіх жителів.
За віковим діапазоном населення розподілялося таким чином: 22,4 % — особи молодші 18 років, 61,3 % — особи у віці 18—64 років, 16,3 % — особи у віці 65 років та старші. Медіана віку мешканця становила 40,0 року. На 100 осіб жіночої статі у переписній місцевості припадало 92,6 чоловіків;  на 100 жінок у віці від 18 років та старших — 88,0 чоловіків також старших 18 років.
Середній дохід на одне домашнє господарство  становив 42 543 долари США (медіана — 40 000), а середній дохід на одну сім'ю — 47 309 доларів (медіана — 41 739). За межею бідності перебувало 17,9 % осіб, у тому числі 24,5 % дітей у віці до 18 років та 4,1 % осіб у віці 65 років та старших.
Цивільне працевлаштоване населення становило 513 осіб. Основні галузі зайнятості: виробництво — 29,4 %, роздрібна торгівля — 13,6 %, освіта, охорона здоров'я та соціальна допомога — 13,6 %.